# Staurotéka

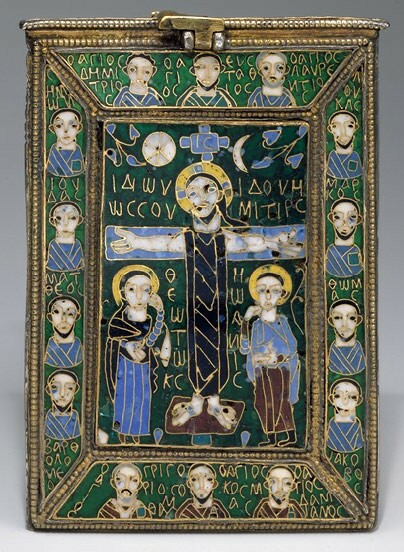
Byzantská staurotéka kolem roku 800, Pierpont-Morganova sbírka, New York

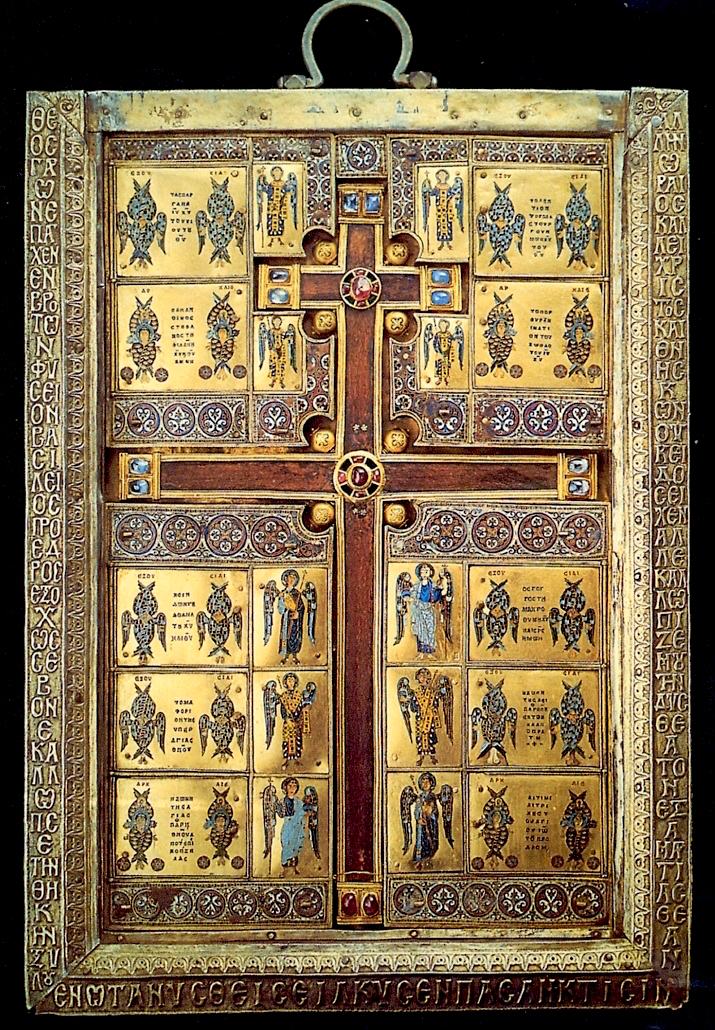
Limburská staurotéka, vnitřní deska, 10. století

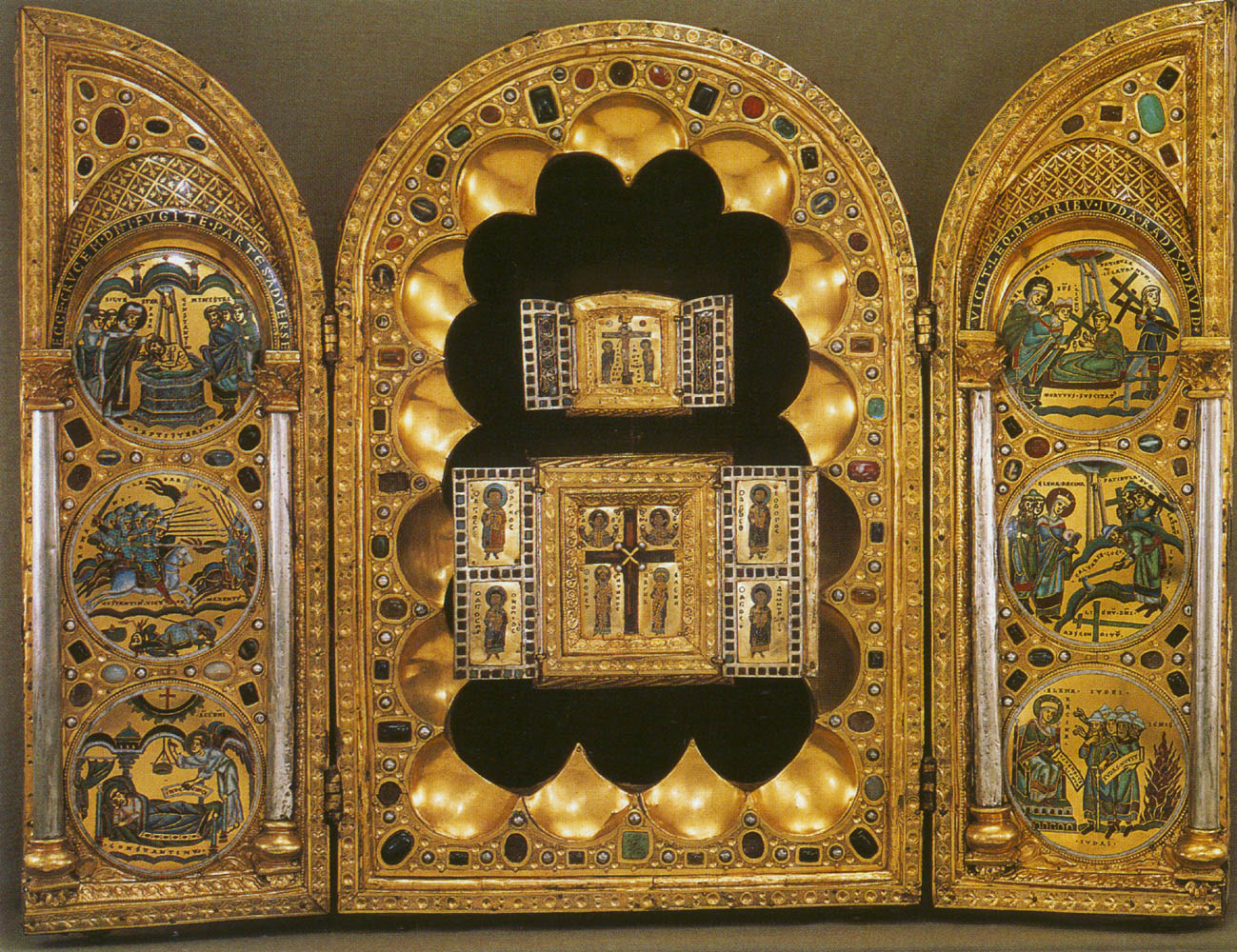
Tritych ze Stavelotu

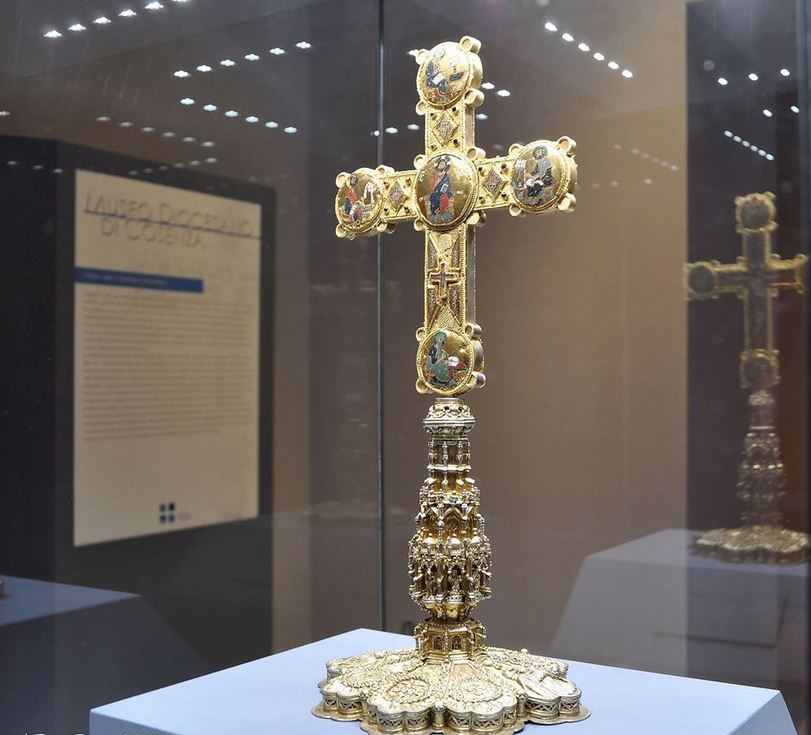
Staurotéka štaufského císaře Fridricha II. z r. 1222, Cosenza

Staurotéka (ze dvou starořeckých slov σταυρός /staurós/, tj. kříž, a θήκη /théke/ tj. schránka, je relikviář určený k uložení a uctívání částečky ze dřeva sv. Kříže.

## Typy a formy
Staurotéka měla nejčastěji formu pravoúhlé dřevěné desky, pobité zlatým plechem, nebo schránky vložené do cestovního či přenosného oltáříku. Ten může mít formu diptychu nebo triptychu s pohyblivými křídly. Výzdoba je řešena na výšku a osově symetricky. Kromě drahokamů, perel či emailu se v ní mohou objevovat postavy římského císaře Konstantina Velikého a císařovny Heleny, také řecké darovací nápisy příslušného byzantského císaře nebo mecenáše a zkratky modliteb. Je-li schránka vložena do oltářního kříže, pak bývá kříž často dvojramenný. Je to relikviářový kříž s přidanou funkcí staurotéky, například zlatý kříž štaufského císaře Fridricha II. z roku 1222. Tzv. korunovační kříž krále Přemysla Otakara II. (v pokladu řezenského dómského pokladu) a korunovační kříž císaře Karla IV. (ve Svatovítském pokladu) rovněž plnily funkci staurotéky.
Samotná relikvie se vkládá (nebo vkládají) do zlaté schránky na osu nebo do středu staurotéky, aby byla viditelná. Buď je pod křišťálovou čočkou, nebo v zasklené či prosklené schránce ve tvaru latinského, řeckého nebo patriaršího kříže. Může mít formu kříže neseného (adorovaného) dvěma anděli (např. staurotéka z Louvru). Byzantské staurotéky mívaly na přední straně posuvné víko. Evropští zlatníci v době románské nebo gotické někdy byzantskou schránku nebo část původní dekorace vložili do nové desky nebo oltářního retáblu (oltářík ze Zwiefaltenu). Jsou-li v desce kromě částečky ze sv. Kříže vloženy různé relikvie světců či Panny Marie, nazývá se plenář.

## Historie
Staurotéky byly zavedeny v Byzantské říši. Kristův kříž byl uložen v chrámu Hagia Sofia v Konstantinopoli, stejně jako staurotéka. Tam se staurotéka při bohoslužbách a slavnostech nosila v procesí před císařem jako symbol jeho moci a spojení s Bohem. Proto byla vždy zdobena také ze zadní strany. Po vyplenění Konstantinopole roku 1204 získali relikvie Svatého kříže a Svaté koruny Kristovy francouzští králové, kteří je uložili ve svém pokladu a rozdělovali křesťanským panovníkům. Poslední staurotéka vznikla v byzantském stylu v 16. století pro benátský chrám sv. Marka. Soupis téměř tří desítek dochovaných stauroték provedl Anatole Frolow, který také vysledoval dary částeček Svatého kříže francouzských králů.

## Významné staurotéky
- Staurotéka z Pierpont-Morganovy sbírky v New Yorku, kolem roku 800
- Limburská staurotéka v pokladu katedrály v Limburku 10. století, nápis ji označuje za dar císaře Konstantina I. Porfyrogeneta (912–959) a Romana I. (–944) .
- Stavelotský triptych z kláštera ve Stavelotu, románská mosánská práce z let 1156–1158
- Staurotéka z kláštera cisterciaček v Sankt Mariensternu v Horní Lužici
- Staurotéka francouzských králů v Louvru v Paříži
- Staurotéka uherských králů v katedrále v Ostřihomi
- Staurotéka z pokladu dómu v Kolíně nad Rýnem
- Staurotéka z pokladu chrámu San Marco v Benátkách, 16. století